# Espai tipogràfic
L'espai és la part blanca entre paraules, usada per facilitar la lectura separada d'aquestes, a diferència de la tira fònica, on les pauses no corresponen a les fronteres entre mots. L'espai s'usa en l'actualitat a la majoria de llengües que empren un alfabet però no sempre ha estat així; per exemple el llatí no el va incorporar fins al segle vi, abans s'escrivien tots els mots junts o amb un punt enmig si calia llegir més ràpid o un tros extens. L'ús de l'espai entre paraules no es va generalitzar fins al segle viii.
Entre paraules es col·loca un espai però les convencions de la tipografia poden usar aquest signe de puntuació per altres usos. Per exemple, després d'una coma o punt en mecanografia s'acostuma a deixar un espai (hi ha qui deixa dos espais). L'espai no s'ha de confondre amb el sagnat, que és l'espai més gran a l'inici del paràgraf o entre blocs de text.